# The Legend of Ares
The Legend of Ares é um MMORPG free-to-play desenvolvido pela Netgame.
O jogo é composto por duas nações na qual o jogador escolhe se unir ao criar um personagem, Holy Empire e Relligious Alliance. E por quatro classes: Knight, Spearman, Archer e Sorcerer. 
Assim como a maioria dos MMORPGs, The Legend of Ares se baseia em matar monstros e adquirir nível, tornando o personagem cada vez mais forte. Além disso também é possível engajar em guerras territoriais contra jogadores da nação inimiga.